# NJPW Fighting Spirit Unleashed
NJPW Fighting Spirit Unleashed es un evento de lucha libre profesional producido por la empresa japonesa New Japan Pro-Wrestling (NJPW) que tienen lugar en Estados Unidos durante los últimos días del mes de septiembre.

## Fechas y lugares
| Evento                           | Fecha                                                                      | Lugar                                                                  | Estadio                                                    | Asistencia      | Evento principal |                   |
| -------------------------------- | -------------------------------------------------------------------------- | ---------------------------------------------------------------------- | ---------------------------------------------------------- | --------------- | --- | ----------------- |
| Fighting Spirit Unleashed (2018) | 30 de septiembre de 2018                                                   | Long Beach, California                                                 | Walter Pyramid                                             | 3 007           | Golden☆Lovers vs. CHAOS | [ 1 ]             |
| Fighting Spirit Unleashed (2019) | 27 de septiembre de 2019 28 de septiembre de 2019 29 de septiembre de 2019 | Lowell, Massachusetts Nueva York, Nueva York Philadelphia, Pensilvania | Lowell Memorial Auditorium Hammerstein Ballroom 2300 Arena | 2 1301 7761 030 | Hiroshi Tanahashi, Kota Ibushi y Kazuchika Okada vs. Los Ingobernables de Japón (Boston) Kota Ibushi y Kazuchika Okada vs. Evil & Sanada (New York) The Rock 'n' Roll Express, CHAOS y Hiroshi Tanahashi vs. Bullet Club (Philadelphia) | [ 2 ] [ 3 ] [ 4 ] |
| Fighting Spirit Unleashed (2020) | 4 de septiembre de 2020 11 de septiembre de 2020                           | Estados Unidos                                                         | NJPW Strong                                                | N/A             | Jay White vs. Flip Gordon (4 de septiembre) Kenta vs. Jeff Cobb (11 de septiembre) | [ 5 ] [ 6 ]       |
| Fighting Spirit Unleashed (2023) | 28 de octubre de 2023                                                      | Las Vegas, Nevada                                                      | Sam's Town Live                                            | 801             | Tama Tonga vs. Shingo Takagi | [ 7 ]             |
| Fighting Spirit Unleashed (2024) | 8 de noviembre de 2024                                                     | Lowell, Massachusetts                                                  | Lowell Memorial Auditorium                                 |                 | Gabe Kidd vs. Kosei Fujita |                   |

## Resultados

### 2018
Fighting Spirit Unleashed 2018 tuvo lugar el 30 de septiembre de 2018 desde el Walter Pyramid en Long Beach, California.
En paréntesis se indica el tiempo de cada combate:
- Taguchi Japan (ACH, Jushin Thunder Liger & Ryusuke Taguchi) derrotaron a Roppongi 3K (Sho, Yoh & Rocky Romero) (9:00).
  - Taguchi cubrió a Romero después de un «Dodon».
- The Addiction (Frankie Kazarian & Christopher Daniels) derrotaron a Bullet Club Elite (Chase Owens & Hangman Page) (8:05).
  - Kazarian y Daniels cubrieron a Owens después de un «Best Meltzer Ever».
- Flip Gordon, Chris Sabin & Jeff Cobb derrotaron a CHAOS (Chuckie T, Beretta & Hirooki Goto) (12:00).
  - Cobb cubrió a Chuckie después de un «Tour of the Islands».
- Suzuki-gun (Davey Boy Smith Jr., Lance Archer & Zack Sabre Jr.) derrotaron a Los Ingobernables de Japón (Tetsuya Naito, Evil & Sanada) (10:00).
  - Sabre cubrió a Evil después de un «Rolling Back Clutch».
  - Antes de iniciar la lucha, Suzuki-gun atacaron a Los Ingobernables de Japón.
- CHAOS (Jay White & Gedo) derrotaron a Hiroshi Tanahashi & Kushida (9:00).
  - White cubrió a Tanahashi después de un «Blade Runner».
- Marty Scurll derrotó a Will Ospreay en la semifinal del torneo por el vacante Campeonato Peso Pesado Junior de la IWGP (16:45).
  - Scurll cubrió a Ospreay después de un «Graduation».
  - Como resultado, Scurll avanzó a la final del torneo.
- Guerrillas of Destiny (Tama Tonga & Tanga Loa) derrotaron a The Young Bucks (Matt Jackson & Nick Jackson) (c) y ganaron el Campeonato en Parejas de la IWGP (19:50).
  - Tonga cubrió a Matt después de un «Killshot».
- Cody (con Brandi Rhodes) derrotó a Juice Robinson (c) y ganó el Campeonato Peso Pesado de los Estados Unidos de la IWGP (16:50).
  - Cody cubrió a Robinson tras revertir un «Superplex» con un «Roll-up».
  - Durante la lucha, Brandi interfirió a favor de Cody.
  - El Campeonato Mundial Peso Pesado de la NWA de Cody no estuvo en juego.
- Golden☆Lovers (Kota Ibushi & Kenny Omega) derrotaron a CHAOS (Tomohiro Ishii & Kazuchika Okada) (23:10).
  - Ibushi y Omega cubrieron a Ishii después de un «Golden Trigger».
  - Después de la lucha, el stable Bullet Club Elite festejaron junto con los Golden☆Lovers.

### 2019

#### Fighting Spirit Unleashed Boston
Fighting Spirit Unleashed Boston 2019 tuvo lugar el 27 de septiembre de 2019 desde el Lowell Memorial Auditorium en Lowell, Massachusetts.
En paréntesis se indica el tiempo de cada combate:
- Karl Fredericks derrotó a Alex Coughlin (8:47).
  - Fredericks forzó a Coughlin a rendirse con un «Elevated half Boston Crab».
- Lance Archer derrotó a Ren Narita (7:23).
  - Archer cubrió a Narita con un «EBD Claw».
- Mikey Nicholls y Juice Robinson derrotaron a Clark Connors y TJP (8:04).
  - Nicholls cubrió a Connors después de un «Mikey Bomb».
- Bullet Club (Jado & Chase Owens) derrotaron a The Rock 'n' Roll Express (Robert Gibson & Ricky Morton) (9:10).
  - Owens cubrió a Morton después de un «Package Piledriver».
- Amazing Red y Tomohiro Ishii derrotaron a Los Ingobernables de Japón (Bushi & Shingo Takagi) (8:48).
  - Ishii cubrió a Bushi después de un «Vertical Drop Brainbuster».
- CHAOS (Rocky Romero, YOSHI-HASHI & Hirooki Goto) derrotaron a Bullet Club (Gedo, KENTA & Jay White) (12:28).
  - Yoshi-Hashi forzó a Gedo a rendirse con un «Butterfly Lock».
- Guerrillas of Destiny (Tama Tonga & Tanga Loa) derrotaron a Roppongi 3K (Sho & Yoh) y retuvieron el Campeonato en Parejas de la IWGP (16:43).
  - Tonga cubrió a Yoh después de un «Gun Stun».
- Hiroshi Tanahashi, Kota Ibushi y Kazuchika Okada derrotaron a Los Ingobernables de Japón (Tetsuya Naito, Evil & Sanada) (20:26).
  - Tanahashi cubrió a Naito con un «Ground Cobra Twist».

#### Fighting Spirit Unleashed New York
Fighting Spirit Unleashed New York 2019 tuvo lugar el 28 de septiembre de 2019 desde el Hammerstein Ballroom en Nueva York.
En paréntesis se indica el tiempo de cada combate:
- TJP derrotó a Ren Narita (8:48).
  - TJP forzó a Narita a rendirse con un «Pinoy Stretch».
- Lance Archer derrotó a Karl Fredericks (7:37).
  - Archer cubrió a Fredericks con un «EBD Claw».
- Mikey Nicholls y Juice Robinson derrotaron a Alex Coughlin y Clark Connors (8:29).
  - Nicholls cubrió a Coughlin después de un «Mikey Bomb».
- Bullet Club (Jado, Tanga Loa & Tama Tonga) derrotaron a Roppongi 3K (Rocky Romero, Sho & Yoh) (10:46).
  - Tonga cubrió a Romero después de un «Kill Shot».
- The Rock 'n' Roll Express (Robert Gibson & Ricky Morton) y Hiroshi Tanahashi derrotaron a Los Ingobernables de Japón (Bushi, Shingo Takagi & Tetsuya Naito) (10:19).
  - Tanahashi cubrió a Bushi después de un «High Fly Flow».
- CHAOS (Tomohiro Ishii & Hirooki Goto) y Amazing Red derrotaron a Bullet Club (Gedo, Chase Owens & Jay White) (12:02).
  - Goto cubrió a Gedo después de un «GTR».
- KENTA derrotó a YOSHI-HASHI y retuvo el Campeonato de Peso Abierto NEVER (25:04).
  - KENTA cubrió a Yoshi-Hashi después de un «Go2Sleep».
- Los Ingobernables de Japón (Evil & Sanada) derrotaron a Kota Ibushi y Kazuchika Okada (18:46).
  - Evil cubrió a Ibushi después de un «Evil».

#### Fighting Spirit Unleashed Philadelphia
Fighting Spirit Unleashed Philadelphia 2019 tuvo lugar el 29 de septiembre de 2019 desde el 2300 Arena en Filadelfia, Pensilvania.
En paréntesis se indica el tiempo de cada combate:
- Rocky Romero derrotó a Clark Connors (9:03).
  - Romero forzó a Connors a rendirse con un «Diablo Armbar».
- Mikey Nicholls derrotó a Karl Fredericks (10:00).
  - Nicholls cubrió a Fredericks después de un «Mikey Bomb».
- Lance Archer derrotó a Alex Coughlin (8:25).
  - Archer cubrió a Coughlin con un «EBD Claw».
- Amazing Red derrotó a Ren Narita (8:57).
  - Red cubrió a Narita después de un «Code Red».
- Los Ingobernables de Japón (Shingo Takagi, Sanada & Tetsuya Naito) derrotaron a Roppongi 3K (Sho & Yoh) y Juice Robinson (11:45).
  - Sanada forzó a Yoh a rendirse con un «Skull End».
- Los Ingobernables de Japón (Bushi & Evil) derrotaron a TJP y Kota Ibushi (11:23).
  - Evil cubrió a TJP después de un «Evil».
- The Rock 'n' Roll Express (Robert Gibson & Ricky Morton), CHAOS (YOSHI-HASHI, Tomohiro Ishii & Hirooki Goto) y Hiroshi Tanahashi derrotaron a Bullet Club (Gedo, Chase Owens, Tanga Loa, Tama Tonga, KENTA & Jay White) en un Tag Team Elimination Match (22:20).
  - Morton eliminó a Gedo después de lanzarlo por encima de la tercera cuerda.
  - White eliminó a Morton después de lanzarlo por encima de la tercera cuerda.
  - Owens cubrió a Gibson con un «Roll-up».
  - Yoshi-Hashi eliminó a Loa después de lanzarlo por encima de la tercera cuerda.
  - Tonga eliminó a Yoshi-Hashi después de lanzarlo por encima de la tercera cuerda.
  - Ishii eliminó a Tonga después de lanzarlo por encima de la tercera cuerda.
  - Ishii y KENTA se eliminaron entre sí al caer por encima de la tercera cuerda.
  - Goto eliminó a White después de lanzarlo por encima de la tercera cuerda.
  - Owens eliminó a Goto después de lanzarlo por encima de la tercera cuerda.
  - Tanahashi cubrió a Owens después de un «High Fly Flow».

### 2020
Fighting Spirit Unleashed 2020 fue un especial de televisión que se transmitió el 4 y 11 de septiembre de 2020 por NJPW World como un episodio de NJPW Strong.

#### Resultados

##### Día 1: 4 de septiembre
En paréntesis se indica el tiempo de cada combate:
- Alex Zayne y Fred Rosser derrotaron a The DKC y Clark Connors (7:37).
  - Rosser cubrió a The DKC después de un «Gutcheck».
- Karl Fredericks derrotó a Misterioso (6:47).
  - Fredericks cubrió a Misterioso después de un «MD».
- Hikuleo derrotó a Brody King (7:35).
  - Hikuleo cubrió a King después de un «Gunslinger».
- Jay White derrotó a Flip Gordon (10:22).
  - White cubrió a Gordon después de un «Bladerunner».

##### Día 2: 11 de septiembre
En paréntesis se indica el tiempo de cada combate:
- ACH y TJP derrotaron a Logan Riegel y Adrian Quest (9:23).
  - ACH cubrió a Quest después de un «Frog Splash».
- Rocky Romero derrotó a Danny Limelight (8:12).
  - Romero forzó a Limelight a rendirse con un «Diablo Armbar».
- Guerrillas of Destiny (Tama Tonga & Tanga Loa) derrotaron a David Finlay y PJ Black (9:24).
  - Loa cubrió a Black después de un «Apeshit».
- Kenta derrotó a Jeff Cobb y retuvo su oportunidad por el Campeonato Peso Pesado de los Estados Unidos de la IWGP (17:57).
  - Kenta cubrió a Cobb después de un «Go2Sleep».
  - Durante la lucha, Chase Owens interfirió a favor de Kenta.

### 2023
Fighting Spirit Unleashed 2023 tuvo lugar el 28 de octubre de 2023 desde el Sam's Town Live en Las Vegas, Nevada.
En paréntesis se indica el tiempo de cada combate:
- Kick Off: Matt Vandagriff derrotó a Buck Skynyr (5:37).
  - Vandagriff cubrió a Skynyr después de un «450 Splash».
- Kick Off: Team Filthy (Danny Limelight, Royce Isaacs & Jorel Nelson) derrotaron a Baliyan Akki, Titus Alexander y Jakob Austin Young (6:54).
  - Nelson cubrió a Alexander después de un «Springboard Cutter».
- Satoshi Kojima derrotó a Fred Rosser, Jeff Cobb y Alex Coughlin y ganó una oportunidad por el Campeonato de Peso Abierto STRONG (9:51).
  - Kojima cubrió a Rosser después de un «Lariat».
- Zeuxis y Stephanie Vaquer derrotaron a Lluvia y Johnnie Robbie (7:40).
  - Vaquer cubrió a Robbie después de un «Package Backbreaker».
- Gabe Kidd (con Alex Coughlin) derrotó a Tom Lawlor (12:30).
  - Kidd cubrió a Lawlor después de un «Classic Piledriver».
- Hiroshi Tanahashi, Místico, Atlantis y Atlantis Jr. derrotaron a Rocky Romero, Tiger Mask, Soberano Jr. y Adrian Quest (10:27).
  - Atlantis cubrió a Quest después de un «Powerbomb».
- Giulia derrotó a Hyan y retuvo el Campeonato Femenino STRONG (12:03).
  - Giulia cubrió a Hyan después de un «Northern Lights Bomb».
- Guerrillas of Destiny (Hikuleo & El Phantasmo) derrotaron a Alex Zayne & Lance Archer y retuvieron el Campeonato en Parejas de Peso Abierto STRONG (9:25).
  - El Phantasmo cubrió a Zayne después de un «Thunder Kiss '86».
- Eddie Kingston derrotó a Henare y retuvo el Campeonato de Peso Abierto STRONG (12:24).
  - Kingston cubrió a Henare después de un «Uraken».
  - El Campeonato Mundial de ROH de Kingston no estuvo en juego.
- Just 5 Guys (SANADA & Yuya Uemura) y Los Ingobernables de Japón (Tetsuya Naito & Hiromu Takahashi) terminaron en empate (20:00).
  - La lucha resultó en empate cuando superó el tiempo de límite de 20 minutos.
- Shingo Takagi derrotó a Tama Tonga y ganó el Campeonato de Peso Abierto NEVER (26:58).
  - Takagi cubrió a Tonga después de un «Last of the Dragon».

### 2024
Fighting Spirit Unleashed 2024 tuvo lugar el 8 de noviembre de 2024 desde el Lowell Memorial Auditorium en Lowell, Massachusetts.
En paréntesis se indica el tiempo de cada combate:
- Kick Off: Matt Vandagriff derrotó a Seabass Finn en un STRONG Survivor Match (5:31).
  - Vandagriff cubrió a Finn después de un «Bloody Sunday».
- David Finlay derrotó a Kevin Knight (9:29).
  - Finlay cubrió a Knight después de un «Overkill».
  - El Campeonato Global Peso Pesado de la IWGP de Finlay no estuvo en juego.
- Grizzled Young Veterans (James Drake & Zack Gibson) derrotaron a TMDK (Mikey Nicholls & Shane Haste) y ganaron el Campeonato en Parejas de Peso Abierto STRONG (9:56).
  - Drake cubrió a Haste después de un «Grit Your Teeth».
- Lio Rush derrotó a Mustafa Ali (10:08).
  - Rush cubrió a Ali después de un «Final Hour».
- West Coast Wrecking Crew (Jorel Nelson & Royce Isaacs) derrotaron a Dirty Work (Tom Lawlor & Fred Rosser) en un 2-out-of-3 Falls Match (15:33).
  - Lawlor ganó la primera caída después de aplicarle a Nelson un «Forearm Smash» contra una mesa en un Tables Match.
  - Isaacs ganó la segunda caída después de dejar inconsciente a Rosser con un «STF» en un Submission Match.
  - Nelson y Isaacs ganaron la tercera caída después de Lawlor y Rosser no reaccionaran a la cuenta de 10 en un Last Man Standing Strap Match.
- Hazuki derrotó a Anna Jay, Koguma y Trish Adora y ganó una oportunidad por el Campeonato Femenino STRONG (8:57).
  - Hazuki cubrió a Adora después de un «La Magistral».
  - Después de la lucha, Mercedes Moné atacó a Hazuki.
- Los Ingobernables de Japón (Shingo Takagi & Yota Tsuji) derrotaron a The Undisputed Kingdom (Matt Taven & Mike Bennett) (10:55).
  - Tsuji cubrió a Taven después de un «Gene Blaster».
  - Después de la lucha, Jack Perry atacó a Tsuji y lo retó a una lucha en Wrestle Dynasty.
- Ryohei Oiwa derrotó a KENTA (9:26).
  - Oiwa cubrió a KENTA con un «Inside Cradle».
- Shota Umino y Tomohiro Ishii derrotaron a TMDK (Zack Sabre Jr. & Bad Dude Tito) (13:27).
  - Umino cubrió a Tito después de un «Death Rider».
- Konosuke Takeshita derrotó a TJP y retuvo el Campeonato Internacional de AEW (14:13).
  - Takeshita cubrió a TJP después de un «Raging Fire» desde la tercera cuerda.
  - Después de la lucha, Shingo Takagi retó a Takeshita por el título en Wrestle Kingdom 19.
- Gabe Kidd derrotó a Kosei Fujita y retuvo el Campeonato de Peso Abierto STRONG (18:40).
  - Kidd cubrió a Fujita después de un «Madman Bomb».
  - Después de la lucha, Kidd atacó a Fujita, pero fue detenido por Ryohei Oiwa quien lo retó por el título.